# Isla Dikson
La isla Dikson (en ruso: Диксон), originalmente Dickson, es el nombre de una isla en el krai de Krasnoyarsk, Rusia, situada en el mar de Kara, cerca de la desembocadura del río Yeniséi. El cercano asentamiento de tipo urbano Dikson funciona como centro portuario e hidrometeorologico.
La Isla posee una superficie de 25 km², pero el distrito del que forma parte la isla llamado Diksonsky tiene una superficie de 200 419 km² y una población para 2004 de 1100 habitantes.
La isla Dikson es una escala en la Ruta del Mar del Norte desde Múrmansk hasta el mar de Bering. Se encuentra a sólo dos horas de vuelo del Polo Norte.

## Clima
La isla Dikson tiene un severo clima ártico. El clima (incluso en agosto) es notoriamente desagradable. El invierno en la isla Dikson dura diez meses, y en dos de esos meses el sol no sale.

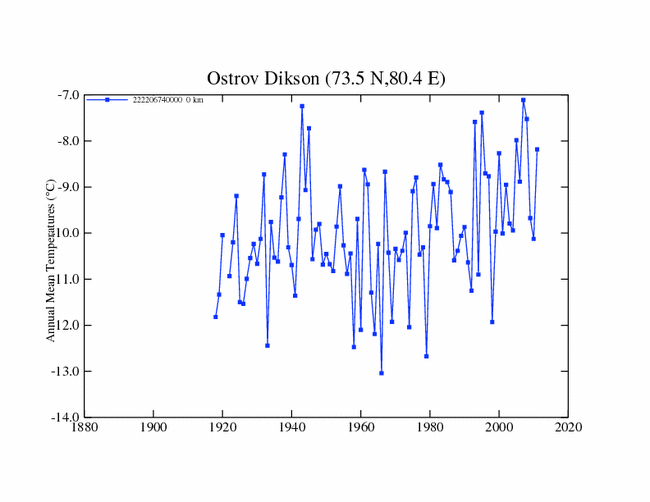
Climograma de la Tº del aire promedio 1918-2012, Dikson

| Parámetros climáticos promedio de Dikson (1991-2020) | Parámetros climáticos promedio de Dikson (1991-2020) | Parámetros climáticos promedio de Dikson (1991-2020) | Parámetros climáticos promedio de Dikson (1991-2020) | Parámetros climáticos promedio de Dikson (1991-2020) | Parámetros climáticos promedio de Dikson (1991-2020) | Parámetros climáticos promedio de Dikson (1991-2020) | Parámetros climáticos promedio de Dikson (1991-2020) | Parámetros climáticos promedio de Dikson (1991-2020) | Parámetros climáticos promedio de Dikson (1991-2020) | Parámetros climáticos promedio de Dikson (1991-2020) | Parámetros climáticos promedio de Dikson (1991-2020) | Parámetros climáticos promedio de Dikson (1991-2020) | Parámetros climáticos promedio de Dikson (1991-2020) |
| Mes                                                  | Ene.                                                 | Feb.                                                 | Mar.                                                 | Abr.                                                 | May.                                                 | Jun.                                                 | Jul.                                                 | Ago.                                                 | Sep.                                                 | Oct.                                                 | Nov.                                                 | Dic.                                                 | Anual                                                |
| ---------------------------------------------------- | ---------------------------------------------------- | ---------------------------------------------------- | ---------------------------------------------------- | ---------------------------------------------------- | ---------------------------------------------------- | ---------------------------------------------------- | ---------------------------------------------------- | ---------------------------------------------------- | ---------------------------------------------------- | ---------------------------------------------------- | ---------------------------------------------------- | ---------------------------------------------------- | ---------------------------------------------------- |
| Temp. máx. abs. (°C)                                 | -0.3                                                 | -0.6                                                 | -0.2                                                 | 3.6                                                  | 11.1                                                 | 22.2                                                 | 26.8                                                 | 26.9                                                 | 18.2                                                 | 8.2                                                  | 1.9                                                  | 0.3                                                  | 26.9                                                 |
| Temp. máx. media (°C)                                | -20.5                                                | -20.5                                                | -16.8                                                | -11.5                                                | -4.6                                                 | 3.2                                                  | 8.6                                                  | 8.3                                                  | 4.0                                                  | -4.3                                                 | -13.1                                                | -18.6                                                | -7.2                                                 |
| Temp. media (°C)                                     | -24.0                                                | -24.1                                                | -20.6                                                | -15.2                                                | -7.0                                                 | 1.1                                                  | 5.7                                                  | 6.0                                                  | 2.4                                                  | -6.4                                                 | -16.4                                                | -21.8                                                | -10                                                  |
| Temp. mín. media (°C)                                | -27.3                                                | -27.5                                                | -24.0                                                | -18.5                                                | -9.2                                                 | -0.5                                                 | 3.6                                                  | 4.2                                                  | 1.0                                                  | -8.6                                                 | -19.6                                                | -24.9                                                | -12.6                                                |
| Temp. mín. abs. (°C)                                 | -46.2                                                | -48.1                                                | -45.3                                                | -38.0                                                | -28.8                                                | -17.3                                                | -3.4                                                 | -3.6                                                 | -12.0                                                | -31.3                                                | -42.8                                                | -46.6                                                | -48.1                                                |
| Precipitación total (mm)                             | 28                                                   | 28                                                   | 26                                                   | 22                                                   | 24                                                   | 27                                                   | 33                                                   | 40                                                   | 43                                                   | 38                                                   | 29                                                   | 29                                                   | 367                                                  |
| Nevadas (cm)                                         | 21                                                   | 21                                                   | 24                                                   | 28                                                   | 32                                                   | 15                                                   | 0                                                    | 0                                                    | 1                                                    | 9                                                    | 18                                                   | 21                                                   | 190                                                  |
| Días de lluvias (≥ 1 mm)                             | 0                                                    | 0                                                    | 0                                                    | 1                                                    | 2                                                    | 13                                                   | 20                                                   | 21                                                   | 17                                                   | 5                                                    | 0.2                                                  | 0                                                    | 79.2                                                 |
| Días de nevadas (≥ 1 mm)                             | 21                                                   | 19                                                   | 19                                                   | 19                                                   | 24                                                   | 16                                                   | 4                                                    | 3                                                    | 15                                                   | 27                                                   | 23                                                   | 20                                                   | 210                                                  |
| Horas de sol                                         | 0                                                    | 24                                                   | 128                                                  | 238                                                  | 188                                                  | 140                                                  | 224                                                  | 138                                                  | 61                                                   | 27                                                   | 2                                                    | 0                                                    | 1170                                                 |
| Humedad relativa (%)                                 | 84                                                   | 83                                                   | 84                                                   | 84                                                   | 87                                                   | 90                                                   | 89                                                   | 89                                                   | 88                                                   | 87                                                   | 86                                                   | 84                                                   | 86.3                                                 |
| Fuente n.º 1: Погода и климат                        |                                                      |                                                      |                                                      |                                                      |                                                      |                                                      |                                                      |                                                      |                                                      |                                                      |                                                      |                                                      |                                                      |
| Fuente n.º 2: NOAA (Horas de sol, 1961-1990)         |                                                      |                                                      |                                                      |                                                      |                                                      |                                                      |                                                      |                                                      |                                                      |                                                      |                                                      |                                                      |                                                      |

## Historia
La isla Dikson y sus asentamientos urbanos colindantes fueron nombrados en honor a Oscar Dickson. En el siglo XVII la isla era conocida como isla Dolgy ("largo"), o Kuzkin por sus descubridores Pomor. En 1875, el explorador sueco Adolf Erik Nordenskiöld le cambió el nombre por el del magnate y filántropo sueco de origen escocés Oskar Dickson. Luego el nombre fue rusificado, quitándole la "c". Dikson ha sido el nombre oficial de la isla desde 1884. Oscar Dickson, junto con Aleksandr Mijáilovich Sibiriakov, fueron los patrocinadores de una serie de expediciones árticas, incluyendo las exploraciones el ártico ruso de Adolf Erik Nordenskiöld.
En 1915 la isla se convirtió en el emplazamiento de la primera estación de radio de Rusia en el Ártico. El puerto marítimo en el continente fue construido en 1935, y en 1957 los dos asentamientos se fusionaron.
Durante la Segunda Guerra Mundial la ciudad fue bombardeada por el acorazado de bolsillo alemán Admiral Scheer en agosto de 1942 durante la Operación Wunderland.

## Administración
Para propósitos administrativos la isla Dikson pertenece al krai de Krasnoyarsk de la Federación Rusa